# Kaspar Vallot
Kaspar Vallot (* 30. Juli 1925 in Kohlscheid; † 23. November 2024) war ein deutscher Journalist.

## Leben
Kaspar Vallot war von 1972 bis 1983 Chefredakteur der Aachener Nachrichten. Er begann seine berufliche Laufbahn im Juli 1952 als leitender Redakteur der Eifeler Nachrichten. Später wurde er (ab 1970) Chef der Lokalredaktion der Aachener Nachrichten sowie stellvertretender Chefredakteur. Vallot war Schüler des Kaiser-Karls-Gymnasiums in Aachen.
In seinem Heimatort Monschau engagierte er sich für zeitgenössische Kunst und initiierte 1970 mit seinem damaligen Kollegen, dem Journalisten und Kunstkritiker Klaus Honnef, und dem neu gegründeten Kunstkreis Monschau die Ausstellung „Umwelt-Akzente“. An dieser Freiluftausstellung in Monschau nahmen 37 Künstler teil, darunter HA Schult, Adolf Luther, Ferdinand Kriwet, Erich Reusch, Georg Mika, Dick Higgins, Keith Arnatt und Winfried Gaul; außerdem auch Peter Brüning, Klaus Rinke, Timm Ulrichs und Lawrence Weiner, die später zu den bekanntesten Vertretern der Gegenwartskunst gezählt wurden. Die "Ùmwelt-Akzente" gelten allgemein hin als das erste Ausstellungsprojekt, welches Kunst im öffentlichen Raum thematisierte.
Danach holte der Kunstkreis Monschau 1971 mit dem Kunst- und Wirtschaftsjournalisten Willi Bongard (Capital) den Verpackungskünstler Christo Javacheff für eine Kunstaktion nach Monschau. Christo verpackte in Monschau Teile der Burg und die sog. Haller-Ruine. Mitglieder des damaligen Kunstvereins waren neben Kaspar Vallot u. a.: Herbert Isaac (Vorsitzender), Helmut Allemand, Hans Günther Barth, Paul Siebertz und Dieter Boeminghaus.
Als Chefredakteur interviewte Kaspar Vallot vorzugsweise namhafte deutsche Politiker wie beispielsweise Carlo Schmid, Helmut Schmidt, Willy Brandt, Herbert Wehner (alle SPD), Rainer Barzel (CDU), Gerhart Baum und Hans-Dietrich Genscher (beide FDP), aber auch Persönlichkeiten wie André Glucksmann, Manès Sperber und den 1986 ermordeten Karl Heinz Beckurts. Insgesamt erschienen über 100 ganzseitige Interviews, die alle im Zeitungsarchiv der Stadtbücherei in Aachen eingesehen werden können.
Eine vielbeachtete Retrospektive der Umwelt-Akzente initiierte Vallot im Sommer 2011. Im Ruhestand verfasste er als freier Journalist schließlich noch eine 104-teilige historische Serie über das Monschauer Land. Diese erschien in den Eifeler Ausgaben der Aachener Nachrichten. Die Serie behandelt die Zeit von der Eroberung der Stadt Monschau durch die Amerikaner im September 1944 bis zur Auflösung des Kreises Monschau 1971.

## Ehrung
Vallot wurde noch während seiner Zeit als Chefredakteur mit dem Bundesverdienstkreuz 1. Klasse ausgezeichnet. Überreicht wurde die Ehrung im Mai 1982 in Düsseldorf vom damaligen NRW-Ministerpräsidenten Johannes Rau.